# Springlands
Springlands est une localité de la région de Malborough, située dans l’île du Sud de la Nouvelle-Zélande.

## Situation
C’est une banlieue de l’ouest du district central de la ville de Blenheim.
Elle est localisée sur le trajet de la State Highway 6/SH 6 ou (Nelson Street), constituant la rue principale de la ville de Renwick.

## Population
Selon le recensement de 2013 en Nouvelle-Zélande, la banlieue de Springlands a une population de 4 254 habitants en augmentation de 399 personnes depuis celui de 2006.
Il y a 1 965 hommes et 2 286 femmes.
Les totaux ont été arrondis et la somme peut ne pas atteindre le total.

## Installations
La ville de Springlands a une taverne, un magasin de jeux vidéo, divers magasins d’alimentations à emporter et un supermarché.

## Éducation
Springlands school est une école mixte, contribuant au primaire (allant de l’année 1 à 6) avec un effectif de 407 élèves en 2019.

## Station historique de génération électrique
Un bâtiment industriel sur Old Renwick Road, adjacent à la sous-station du transformateur du réseau national (en) contient un générateur diesel, qui remonte aux années 1930.
La région de Malborough ne fut, en effet, pas reliée au reste du réseau électrique national avant le milieu des années 1950 et la fourniture de l’électricité pour le secteur de Marlborough fut initialement dépendante d’une petite station d’hydro-électricité située au niveau de la vallée de Waihopai.
En 1930, un générateur diesel fut mis en place au niveau de la ville de Springlands pour fournir de l’énergie de secours quand l’hydro-génération n’était pas disponible. Et un autre générateur en complément, fut installé en 1937.
Ces générateurs ont été conservés par la  Société des lignes électriques de Marlborough (en) comme faisant partie de l’héritage de l’ingénierie de la fourniture du courant dans la région